# Самошонков, Василий Егорович
Василий Егорович Самошонков (1928 — 1983 ) — проходчик Таштагольского рудника, Герой Социалистического Труда.
С 1951 по 1980 годы проходчик шахты Таштагольская. В 1965 году вступил в КПСС.
В 1966 году получил звание Героя социалистического труда.
Избирался делегатом на 24 съезд КПСС.
С 1980 секретарь партбюро.
Умер в Новокузнецке в 1983.